# Dyscia pennulataria
Dyscia pennulataria là một loài bướm đêm trong họ Geometridae.